# Schloss Haus (Bad Kötzting)

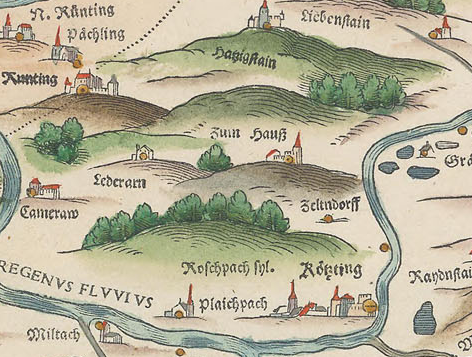
Ansicht der Burg Zum Haus nach den Bairischen Landtafeln von 1568 Philipp Apian

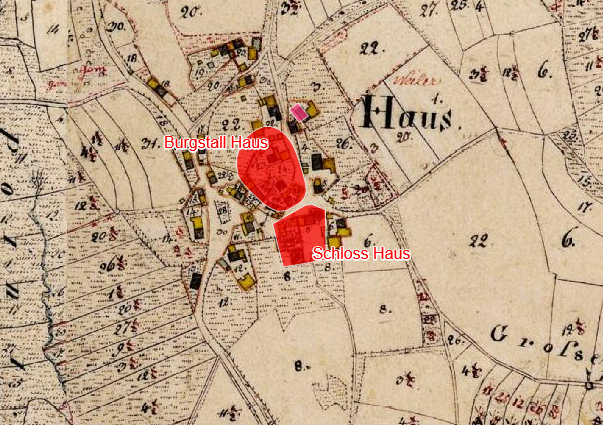
Lageplan von Schloss Haus (Bad Kötzting) auf dem Urkataster von Bayern

Das abgegangene Schloss Haus befand sich in dem gleichnamigen Ortsteil der Oberpfälzer Stadt Bad Kötzting im Landkreis Cham von Bayern (Haus Nr. 1). Es lag am südwestlichen Rand eines nach Süden ausgerichteten Spornausläufers zwischen dem Weißen Regen und dem Dampfbach. Die Anlage wird als Bodendenkmal unter der Aktennummer D-3-6843-0009 im Bayernatlas als „untertägige Befunde des abgegangenen frühneuzeitlichen Schlosses von Haus“ geführt. Nördlich davon befindet sich der Burgstall Haus, der als Bodendenkmal unter der Aktennummer D-3-6843-0025 im Bayernatlas als „mittelalterlicher Burgstall“ geführt wird.

## Geschichte
Hier ist in der zweiten Hälfte des 12. Jahrhunderts ein Ortsadel überliefert, der sich nach Feßmannsdorf nennt. 1160 wird in einer Tradition des Klosters Windberg ein Fridericus de Vezvinisdorf genannt und 1184/85 werden in einer Urkunde des Klosters Oberalteich Friederich et Mainhart de Vezwinesdorf erwähnt. Vezmannsdorf erscheint damals unter den Besitzungen des Klosters Rott und war in der Vogtei Kötzting im Urbar des Viztumamtes Straubing eingetragen.
Die Burganlage dürfte aber erst im 14. Jahrhundert erbaut worden sein. Unter dem census nobilium wird ein Dietricus Grauenuiser vom Haus (d. i. ein Grafenwiesener von dem nahe gelegenen Schloss Grafenwiesen) genannt. 1373 tritt ein Chuenrad der Fresmansdorfaer auf. Einem Vesenstorffer verleiht das Kloster Rott ain haws inn der pfar zu Chosting, da er selb auf ist. 1417 wird ein Chunrad der Mayr gesessen zu Fasmansdorff pey dem Hawse genannt. Offensichtlich leitet sich der Ortsname von dem Schloss her, das früher zu Feßmannsdorf (heute Ortsteil von Grafenwiesen) gezählt hat. Auch 1494 wird noch Zum Hawß, so man nennt Veßmanßdorf gesprochen.
Seit 1500 werden die Kolb, die in dieser Gegend zeitweise viele Besitzungen und Funktionen (z. B. Schloss Raindorf, Schloss Hillstett, Burg Kager, Schloss Reichenberg) hatten, als Inhaber von Haus genannt. 1542 wird Haus als Sitz und Hofmark bezeichnet. 1558 ist Christoph Pachmayr, Bürger von Kötzting, Besitzer der Hofmark. 1603 verkauft Hans Pachmayr das Gut dem Hans Katzenberger, Pfleger von Lichteneck. Am 23. Mai 1605 übergibt der Abt von Rott den Besitz als freies Eigen. 1755 kommt Johann Viertl in den Besitz der Hofmark. Seine Witwe, eine wiederverehelichte von Dengler, wird 1766 Eigentümerin. Diese verkauft 1771 die Hofmark an Karl Graf von Berchem.
1820 wird den Grafen von Berchem die Errichtung eines Patrimonialgerichts II. Klasse zugestanden. 1833 erwirbt der Staat die Gründe und übernimmt auch die Jurisdiktion über die hiesigen Untertanen. Danach wurden die Gebäude abgebrochen und durch die heutigen Bauten ersetzt.

## Schloss Haus einst und jetzt
Auf der Karte von Philipp Apian von 1568 wird zum Hauß mit einem hohen Turm, zwei Gebäuden sowie einer Ringmauer mit Schießscharten dargestellt, wobei die Frage ist, ob dies realitätsgetreu abgebildet ist. Bereits in der Landtafel aus der ersten Hälfte des 17. Jahrhunderts wird Haus als eingfallnes Burgstal, wird für ein Hofmark angezogen bezeichnet. Der im 17. Jahrhundert eingefallene Bau muss später wieder neu hergestellt worden sein, wie ein Ölbild von Theodor Stifler von 1665 zeigt. Dieser Neubau muss unter den Katzenbergern errichtet worden sein.
Heute sind Reste des Schlossbaus in einem landwirtschaftlichen Anwesen von Haus (Nr. 1) noch vorhanden, ohne dass von dem Schloss etwas erkennbar wäre. Vorhanden ist noch das künstlich angelegte Plateau, auf dem das Schloss stand und das heute von Wirtschaftsgebäuden umbaut ist.